# Gimmenthalia officiosa
Gimmenthalia officiosa là một loài ruồi trong họ Tachinidae.